# My Kind of Christmas
My Kind of Christmas es el tercer álbum de estudio y primer álbum navideño de la cantante estadounidense Christina Aguilera, lanzado el 24 de octubre de 2000 por el sello discográfico RCA Records. Contiene versiones de canciones navideñas así como grabaciones originales de la artista.
El álbum no tuvo ningún sencillo oficial, solo sencillos promocionales ya que Aguilera se encontraba promocionando su álbum debut homónimo Christina Aguilera y su álbum en español, Mi reflejo, pero aun así el único sencillo promocional "The Christmas Song" tuvo buena aceptación en los Estados Unidos, donde logró la posición número 18 en Billboard Hot 100, lo que lo convirtió uno de los sencillos cover navideños más exitosos en la historia de los Estados Unidos, siendo el más exitoso entre todos los covers de "The Christmas Song" hechos en la historia de la música y en las listas de Billboard Hot 100. 
El álbum en general recibió reseñas mixtas y negativas de los críticos de música, quienes criticaron su estilo musical, así como la entrega vocal de Aguilera. Por otra parte, el álbum alcanzó la posición número 28 en la lista Billboard 200, la más importante en Estados Unidos para álbumes y después fue certificado con disco de platino por un millón de copias comercializadas en el país.

## Antecedentes
Mientras que "The Christmas Song" fue grabado durante las sesiones del álbum debut homónimo de Christina Aguilera, todas las otras canciones de My Kind of Christmas se registraron mientras Aguilera fue de gira a mediados de finales de 2000. El álbum fue grabado en el mismo tiempo que Aguilera estaba grabando su álbum en español Mi reflejo, los álbumes fueron lanzados con un mes de diferencia. Además, "Climb Every Montaña", de la película Sonrisas y lágrimas, y que se puede escuchar en su My Reflection DVD, fue grabado para My Kind of Christmas, pero la canción se mantuvo ausente cuando se convirtió en la versión física disponible. La canción aún no se ha filtrado a través de Internet, o por cualquier otra fuente disponible. "Estos son los momentos especiales" es un cover de la canción de Celine Dion de su álbum de 1998 Christmas These Are Special Times. Contiene un rango vocal de Aguilera en este disco es de cuatro octavas y semitonos. Ella canta C3 en "Merry Christmas, Baby" como la nota más baja. Nota más alta es G#5 en "Christmas Time" a pleno pulmón. Mejor nota silbato es C#7 en "The Christmas Song".

## Producción
Producido por Ron Fair y el grupo de productores formado por Scott Spock, Lauren Christy y Graham Edwards que se hacen llamar The Matrix, los cuales también han trabajado con cantantes importantes como Avril Lavigne, Hilary Duff y Ashley Tisdale. El álbum contiene ocho covers y dos canciones inéditas, una de ellas escrita en su totalidad por Christina Aguilera, también el disco cuenta con una versión remix del clásico navideño titulado "The Christmas song", el cual más tarde en su versión original fue utilizado como único sencillo para promocionar el álbum, llegó a la posición 18 dentro del Billboard Hot 100, fue número 22 en Canadá y número 27 en Japón. El 15 de diciembre de 2007, el tema de Aguilera, Merry Christmas Baby, aparece en U.S. Billboard Hot Ringtones, ubicándose en la posición número 38. Actualmente, My Kind of Christmas, es el segundo álbum navideño más vendido de la historia.

## Crítica
Allmusic le dio al álbum una crítica agridulce diciendo: "Por supuesto, My Kinf of Christmas sigue siendo un álbum navideño, lleno de versiones de estándares (de "Oh Holy Night" y "The Christmas Song" a "Merry Christmas, Baby") y una puñado de nuevas canciones obligatorios. Ninguna de las nuevas canciones están nocauts, pero "Christmas Time" y "This Year" son piezas muy sólidas de dance-pop, aunque el maravilloso titulado "Xtina's Xmas" (fácilmente el mejor nombre de cualquier nuevo canción de fiesta de 2000) es un 90-segundo poco collage que no vive con su promesa. Pero, hey-relleno es parte de un registro de vacaciones, y no hay realmente mucho de aquí. En cambio, es bastante ajustado, entretenimiento de temporada dance-pop. Puede no añadir demasiado al catálogo de Christina, pero sí sugiere que no puede ser una simple maravilla de un álbum".
Entertainment Weekly también dio una crítica agridulce al comentar sobre el álbum: "se informó en un principio que Aguilera cantaría a dúo de "Merry Christmas, Baby" en este álbum con Etta James, una de sus heroínas "La leyenda del Blues" está misteriosamente ausente de la pista final. pero Aguilera tan salvajemente que no habría sido suficiente oxígeno en la cabina para sostener otra forma de vida". "Esa confianza prematura en su propia alma diva chuletas continúa durante toda la reproducción de My Kind of Christmas, su título posesivo acertadamente haciendo alusión a la showboating ella. El joven talento está fuera de control aquí, echando a perder algunos arreglos modernos ingeniosas con su agotadora insistencia en hacer cada sílaba una octava que abarca tour de force. Todo lo que quiero para Navidad es a Christina para calmarse".

## Comercial
lanzado con pocas pretensiones en noviembre del 2000, el álbum debutó en la posición 38 dentro del Billboard 200 y después llegó al número 28 y en menos de un mes de su lanzamiento fue certificado disco de platino por 1.000.000 de copias comercializadas. Según Nielsen SoundScan, hasta septiembre de 2012, My Kind of Christmas vendió 991 000 copias en Estados Unidos. Este álbum contiene versiones renovadas de clásicos navideños así como también temas nuevos. Para este proyecto Christina trabajó con leyendas del blues como BB King y Doctor John, además de hacer gala de su voz con el fondo de una orquesta de más 40 músicos y coros góspel en varios temas. My kind of Christmas recibió a principios del 2001 en los Estados Unidos la certificación de disco de platino al haber vendido un millón de copias.

### Posiciones de los sencillos en listas
"The Christmas song"
| Lista (1999)                            | Posición |
| --------------------------------------- | -------- |
| Canadá Billboard Hot 100 Singles        | 22       |
| Japón Hot 100                           | 27       |
| EE. UU. Billboard Hot 100               | 18       |
| EE. UU. Billboard Hot 100 Singles Sales | 6        |

"Merry Christmas, baby"
| Lista (2007)                    | Posición |
| ------------------------------- | -------- |
| EE. UU. Billboard Hot Ringtones | 38       |

## Lista de canciones
| N.º   | Título                                                    | Escritor(es)                                                                      | Producer(s)                            | Duración |  |
| 1.    | «Christmas Time»                                          | Chaka Blackmon, Steven Brown, Ray Cham, Alex Alessandroni, Ron Fair               | ChakDaddy, Sol Survivor, E. Dawk, Fair | 4:02     |  |
| 2.    | «This Year»                                               | Lauren Christy, Graham Edwards, Scott Spock, Charlie Midnight, Christina Aguilera | The Matrix, Fair                       | 4:13     |  |
| 3.    | «Have Yourself a Merry Little Christmas»                  | Ralph Blane, Hugh Martin                                                          | Fair                                   | 4:03     |  |
| 4.    | «Angels We Have Heard on High» (featuring Eric Dawkins)   | Traditional                                                                       | ChakDaddy, Sol Survivor, E. Dawk, Fair | 4:09     |  |
| 5.    | «Merry Christmas, Baby» (featuring Dr. John)              | Lou Baxter, Johnny Moore                                                          | Fair                                   | 5:43     |  |
| 6.    | «O Holy Night»                                            | Adolphe Adam                                                                      | Fair                                   | 4:49     |  |
| 7.    | «These Are the Special Times»                             | Diane Warren                                                                      | Robbie Buchanan, Fair                  | 4:31     |  |
| 8.    | «This Christmas»                                          | Donny Hathaway, Nadine McKinnor                                                   | Fair                                   | 4:02     |  |
| 9.    | «The Christmas Song (Chestnuts Roasting on an Open Fire)» | Mel Tormé, Robert Wells                                                           | Fair                                   | 4:25     |  |
| 10.   | «Xtina's Xmas (Interlude)»                                |                                                                                   | "Bassy" Bob Brockmann                  | 1:32     |  |
| 11.   | «The Christmas Song (Holiday Remix)»                      | Tormé, Wells                                                                      | Barry Harris, Chris Cox, Fair          | 4:01     |  |
| 45:25 |                                                           |                                                                                   |                                        |          |  |

## Charts
My kind of Christmas
| Chart (2000)                  | Posición |
| ----------------------------- | -------- |
| Estados Unidos Billboard 200  | 28       |
| U.S. Billboard Holiday Albums | 1        |
| Corea Del Sur Albums Chart    | 34       |

## Certificaciones
| País/Continente | Organismo certificador | Año  | Certificación | Ventas Estimadas |
| --------------- | ---------------------- | ---- | ------------- | ---------------- |
| Estados Unidos  | RIAA                   | 2001 | Platino       | 1,000,000        |
| Corea Del Sur   | Gaon Charts            | 2001 | 3× Platino    | 100,000          |

## Producción
- Producers: Ron Fair, The Matrix
- Executive producer: Ron Fair
- Engineers: Brad Haehnel, The Matrix, Michael C. Ross, Sol Survivor
- Assistant engineers: Howard Karp, Chris Wonzer
- Mixing: Peter Mokran, Dave Pensado, Michael C. Ross
- Mastering: Eddy Schreyer
- Assistants: Chad Brown, Bobby Butler, Brian Dixon, Tony Flores, Paul Forgues, David Guerrero, Michael Huff, Ed Krautner, Charles Paakkari, Howard Risson, Chris Shepherd, Jason Stasium, Bradley Yost
- Directors: Eric Dawkins, Kim Johnson
- Session coordinator: Greg Cham
- Digital editing: Tal Herzberg
- Vocal recording: Michael C. Ross
- Programming: ChakDaddy, The Matrix, Sol Survivor
- Drum programming: BabyBoy, Sol Survivor
- Vocal arrangement: ChakDaddy, Eric Dawkins, Ron Fair
- Orchestration: Don Sebesky
- Art direction: Brett Kilroe
- Design: Vivian Ng